# Roberta Lynn Bondar
Roberta Lynn Bondar (Sault Ste. Marie, Ontario, 1945. december 4.–) kanadai orvos, tudományos kutató, fotós, író, pedagógus, környezetvédő, professzor, űrhajósnő. Kanada első női űrhajósa, az első neurológus és egyben az első jobbkezes kanadai az űrben.

## Életpálya
1968-ban a University of Guelph keretében állat - és növénytant tanult. 1971-ben az University of Western Ontario patológiát tanult. 1974-ben az University of Toronto keretében neurobiológiából tett vizsgát (Ph.D.).
1983. december 5-től a Lyndon B. Johnson Űrközpontban részesült űrhajóskiképzésben. Kiképzett űrhajósként egy évtizeden keresztül a NASA nemzetközi kutatócsoport vezetője. Tagja volt a mikrogravitációs szolgálatok támogató (tanácsadó, problémamegoldó) csapatának, ahova azért került be, hogy a súlytalanság emberi idegrendszerre gyakorolt hatását vizsgálja. Űrhajós pályafutását 1992. január 30-án fejezte be, utána kutatóorvosként dolgozott. 2003-2009 között az University of Toronto elnöke volt.
Apja ukrán, anyja angol származású. Dr. Bondar angolul és franciául egyaránt beszél. Van egy nővére is, Barbara Bondar, akivel közösen írtak egy könyvet hazatérése után.

## Űrrepülések
STS–42 a Discovery űrrepülőgép 14. repülésén rakományfelelős. A Spacelab (IML–1)  mikrogravitációs laboratórium tudományos munkatársa. Egy űrszolgálata alatt összesen 8 napot, 1 órát, 14 percet és 44 másodpercet (193 óra) töltött a világűrben. 4 701 140 kilométert (2 921 150 mérföldet) repült, 129 alkalommal kerülte meg a Földet. 55 tudományos kísérletet végeztek a repülés időtartamában.

## Gyermekkora
Már gyerekként is megmutatkozott a természet iránti vonzódása, ezért apja épített neki egy kis labort a házuk pincéjében, ahol kedvére kísérletezhetett. Rendkívül nyughatatlan természetű gyerek volt, szerte ágazó érdeklődési körrel. Ekkor kezdett arról álmodozni, hogy egy napon űrhajós lesz.

## Hobbijai
Bondar előbb tanult meg repülőgépet vezetni, mint autót. Egyik kedvence a T-38-as NASA gyakorló gép volt. Gyakran indul túrára a kanadai hegyekben, ahová fényképezőgépeit is magával viszi. Képei nem csak könyvekben, hanem kiállításokon is szerepelnek. Emellett ejtőernyőzik, búvárkodik, szeret kerékpározni és görkorcsolyázni is.

## Kitüntetései
Megkapta a kanadai érdemrend legmagasabb kitüntetését, ami az Officer of the Order Canada, később a Canada's Walk of fame-n kapott egy csillagot, ami a Torontóban található kanadai hírességek sétánya. Hazája természetesen nem csak állami kitüntetéssel ismeri el, elvégre öt iskola viseli a nevét.
Roberta végtelenül szereti Kanadát, amit interjúiban is szokott hangoztatni. A mai napig is sok helyre megy előadásokat tartani, főleg Kanadában, de gyakran utazik az Egyesült Államokba is.